# 多姆里
多姆里（法語：Dommery，法語發音：[dɔmʁi]）是法国大東部大區阿登省的一个市镇，属于沙勒维尔-梅济耶尔区。

## 地理
多姆里（49°40'34"N, 4°28'24"E）面积10.66 平方千米，位于法国大東部大區阿登省，该省份为法国北部内陆省份，西接埃纳省，南至马恩省，东临默兹省，北与比利时接壤。
与多姆里接壤的市镇（或旧市镇、城区）包括：旺斯河畔洛努瓦、锡尼拉拜、坦勒穆捷。
多姆里的时区为UTC+01:00、UTC+02:00（夏令时）。

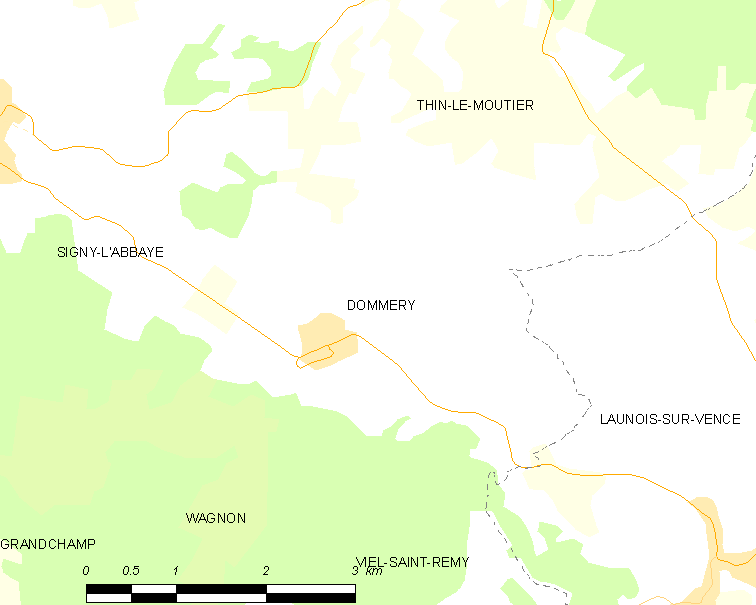
多姆里的OSM定位图

## 行政
多姆里的邮政编码为08460，INSEE市镇编码为08141。

## 政治
多姆里所属的省级选区为锡尼拉拜县。

## 人口

1962-2008年间多姆里人口变化图示

多姆里于2022年1月1日时的人口数量为187人。